# Brissiano
Brissiano (fl. XI secolo) è stato un vescovo italiano.
Brissiano viene nominato da Ferdinando Ughelli nella sua opera Italia sacra e indicato come vescovo di Savona nell'anno 1046. L'Ughelli però non aggiunge ulteriori particolari sulla vita di questo vescovo. Non è certo, ma è probabile che il suo successore diretto sia stato il vescovo Amico citato nel 1049.